# Милянович, Никола
Никола «Караула» Милянович (сербохорв. Никола "Караула" Миљановић / Nikola "Karaula" Miljanović; 1914, Лисичине — 1 июля 1944, Леваньска-Варош) — югославский партизан, участник Народно-освободительной войны Югославии и Народный герой Югославии. Воинское звание — майор.

## Биография
Родился в 1914 году в селе Лисичине (близ Подравски-Слатины), в котором были сильны антимонархистские настроения. Родом из обычной крестьянской семьи. В возрасте 14 лет вступил в молодёжное движение Независимой демократической партии «Сельский круг», возглавив вскоре его отделение в Лисичине. Оценивался как хороший руководитель, вследствие чего в возрасте 17 лет Никола был избран и старостой села. В 1936 году был призван в Королевскую югославскую армию, в которой отслужил положенное время.
После начала оккупации страны Никола некоторое время укрывался в родной деревне. Отказывался сотрудничать с немецкими властями и хорватскими фашистами, вследствие чего начал преследоваться. После начала войны между Германией и СССР вместе с группой вооружённых крестьян Милянович сбежал в лес. Однако ещё в мае небольшой отряд из 15 человек, на вооружении которого был только один пулемёт, начал партизанскую войну против усташей с целью прекращения хорватского террора.
Летом 1941 года около двухсот усташей ворвались в село Старе-Кривае, захватив в плен 50 мужчин и женщин, связав их и отправив в лес для расправы. Никола вместе со своей группой разузнал маршрут движения усташского патруля и подготовил засаду. Партизаны открыли огонь после выстрела Николы из пулемёта. Усташи потеряли пятнадцать человек убитыми и сбежали, а всех пленных удалось спасти. Успешная засада подарила людям надежду на освобождение от оккупации. Залогом успеха стала умелая тактика Николы: тот разделил свою группу на колонны шириной по одному человеку, которые выстроились от деревни до леса. Первая линия давала залп и отступала назад, позволяя стрелять второй линии партизан и перезарядить своё оружие, что создавало впечатление присутствия куда большего количества партизан.
Эта группа Николы действовала независимо до октября 1941 года, когда отошла к Папуку и была включена в состав Папуцко-Крндийской партизанской роты. В том же году Милянович возглавил 1-й Славонский партизанский отряд, сохранив свой личный пулемёт. В 1943 году Никола получил воинское звание капитана и возглавил Офицерскую школу в Рупнице (близ Звечево). В 1944 году он был повышен до майора, возглавив 18-ю славонскую ударную бригаду.
1 июля 1944 Никола Милянович погиб близ Леваньски-Вароши, подорвавшись на противопехотной мине. 19 июня 1945 указом АВНОЮ Миляновичу было посмертно присвоено звание Народного героя. До 1991 года одна из улиц Вировитицы носила его имя.